# Khâm Đức
Khâm Đức is een thị trấn en tevens de hoofdplaats in het district Phước Sơn, een van de districten in de Vietnamese provincie Quảng Nam. Khâm Đức heeft ruim 5800 inwoners op een oppervlakte van 29,98 km².

## Geschiedenis
In 1968 werd er bij Khâm Đức zwaar gevochten bij een slag tijdens de Vietnamoorlog. In een poging om Đà Nẵng te ontzetten, werd de aanval door Chu Huy Mân verplaatst naar de provincie Quảng Tín. Bij Khâm Đức ligt een vliegbasis, welke het doelwit werd voor het leger van Noord-Vietnam.

## Geografie en topografie
Khâm Đức ligt aan de Quốc lộ 14, de belangrijkste verkeersader in de thị trấn. Quốc lộ 14 is volgt hier de route van de Ho Chi Minh-weg. In het oosten van Khâm Đức lag voorheen een vliegbasis. Deze is nu niet meer in gebruik.